# هسیش الدندورف
شهر هسیش الدندورفدر ایالت نیدرزاکسن در کشور آلمان واقع شده‌است.